# Hanson (Massachusetts)
Pour les articles homonymes, voir Hanson.
Hanson est une ville du Comté de Middlesex dans l’État du Massachusetts aux États-Unis.
Elle a été incorporée en 1820.
Sa population était de 10 639 habitants en 2020.